# Another Gay Movie
Pour plus de détails, voir Fiche technique et Distribution.
Another Gay Movie est un film réalisé par Todd Stephens en 2006. Cette comédie explore le passage à l'âge adulte de quatre jeunes amis homosexuels. Le scénario est en grande partie une parodie du film American Pie.

## Synopsis
Andy est un jeune gay américain. À 17 ans, il est toujours vierge, mais comme tout le monde à son âge, il ne pense qu’à une chose : perdre sa virginité. Il est complètement hors du placard et il n’en peut plus d’attendre : les hormones le démangent. Il plonge naïvement dans le tourbillon qui le fera sortir de l’adolescence pour entrer dans le monde adulte. Au grand désespoir de sa mère (qui se demande où sont donc passés tous les concombres et toutes les carottes qu’elle cultivait dans le jardin), Andy passe le plus clair de son temps à s'entraîner en vue du grand moment où il passera à l'acte.
Andy est entouré de ses trois meilleurs amis, qui vont à la même école que lui. Jarod est un beau mec branché et décontracté. Griff est un peu nerd, mais il dégage un sex appeal qui ne demande qu’à exploser. Nico est la grande folle, expert du cinéma gay. Ces trois jeunes ont une chose en commun : ils n’ont jamais eu de sexe anal.
Muffler, leur amie lesbienne butch et tombeuse de cheerleaders, aime bien les narguer à ce sujet. Lors d’une fête qu’elle donne chez elle, les quatre copains en ont ras-le-bol, car tous les fêtards perdent leur virginité, sauf eux. Ils font donc un pacte : ils jurent de perdre leur virginité avant la fin de l’été.
S’ensuit une quête abracadabrante.

## Fiche technique
- Titre original : Another Gay Movie
- Réalisation : Todd Stephens
- Scénario : Todd Stephens
- Production : Jesse Adams, Karen Jaroneski et Todd Stephens
- Société de production : Luna Pictures, Caveat Films, PRO-FUN media Filmverleih
- Photographie : Carl Bartels
- Montage : Jeremy Stulberg
- Musique : Marty Beller
- Costumes : Jim Hansen
- Pays d'origine :  États-Unis
- Langue : anglais
- Format : Couleur - Stéréo - 1.78 : 1 - 35 mm
- Durée : 92 minutes
- Dates de sortie en salles :
  - États-Unis : 28 avril 2006 (Tribeca Film Festival)
  - Allemagne : 3 mai 2007
  - France : 20 juin 2007

## Distribution
- Michael Carbonaro (en) (VFB : Alexandre Crépet) : Andy Wilson
- Jonah Blechman (en) (VFB : Sébastien Hébrant) : Nico Hunter
- Jonathan Chase : Jarod
- Mitch Morris : Griff
- Ashlie Atkinson (VFB : Nathalie Stas) : Dawn Muffler
- Scott Thompson : M. Wilson
- Graham Norton : M. Puckov
- Stephanie McVay (VFB : Nathalie Hons) : Bonnie Hunter
- John « Lypsinka » Epperson (en) : Mme Wilson
- James Getzlaff (VFB : Erwin Grünspan) : Beau
- Darryl Stephens : Angel
- Matthew Rush : Ryder
- Richard Hatch (VFB : Robert Guilmard) : lui-même
- George Marcy : Grand-père Muffler
- Megan Saraceni : Mini-Muff
- Angela Oh : Tiki
- Joanna Leeds (VFB : Claire Tefnin) : Daisy
- Alyshia Osche (VFB : Dominique Wagner) : Buffi
- Mink Stole : Sloppi Seconds (scènes coupées)

## Bande sonore
1. Another Gay Sunshine Day – Nancy Sinatra
2. I Know What Boys Like – Amanda Lepore
3. Everything Makes Me Think About Sex – Barcelona
4. Clap (See the Stars) – The Myrmidons
5. Vamos a la Playa – United State of Electronica
6. Dirty Boy – IQU
7. Hot Stuff – The Specimen
8. Fuego – Naty Botero
9. All Over Your Face – Cazwell
10. Pleasure Boy – Seelenluft
11. This is Love – Self
12. Peterbilt Angel – Morel
13. Another Ray of Sunshine – Nancy Sinatra
14. Let the Music Play – Shannon
15. I Was Born This Way – Craig C. featuring Jimmy Somerville

## Commentaires
Ce film évoque les comédies adolescentes hétéros comme American Pie et des films gay comme Trick, Broken Hearts Club, Edge of Seventeen et Get Real, ainsi que la série Queer as Folk. Une suite est sortie en 2008, Another Gay Movie 2.